# Никулае, Константин
Константин Никулае (рум. Constantin Niculae; род. 1 апреля 1955, Uliești, Дымбовица) — румынский дзюдоист, чемпион и призёр чемпионатов Европы, призёр чемпионата мира, участник двух Олимпиад.

## Карьера
Выступал в полулёгкой весовой категории (до 65 кг). Победитель и призёр международных турниров. Чемпион (1981) и бронзовый призёр (1980) чемпионатов Европы. Серебряный призёр чемпионата мира 1981 года в Маастрихте.
На летних Олимпийских играх 1980 года в Москве в первой же схватке проиграл бразильцу Луису Онмуре и выбыл из борьбы, заняв в итоге 19-е место. На следующей Олимпиаде в Лос-Анджелесе стал 7-м.